# Rovenky
Rovenky (em ucraniano:  Ровеньки, em russo:  Ровеньки) é uma cidade da Ucrânia, situada no Oblast de Luhansk. Tem 21,7 km² de área e sua população em 2020 foi estimada em 45.752 habitantes.